# Toninho Moura
Toninho Moura (nacido el 22 de julio de 1954) es un exfutbolista brasileño y entrenador.
Dirigió en equipos de Brasil como el Nacional, Internacional, Noroeste, Ferroviária, São José, Tupi y Grêmio Barueri.

## Clubes

### Como entrenador
| Club               | País   | Año         |
| ------------------ | ------ | ----------- |
| Nacional           | Brasil | 1994        |
| Atlético Sorocaba  | Brasil | 1995        |
| Bellmare Hiratsuka | Japón  | 1996        |
| Internacional      | Brasil | 1996        |
| Atlético Sorocaba  | Brasil | 2000 - 2001 |
| Matonense          | Brasil | 2002        |
| Noroeste           | Brasil | 2003        |
| Taubaté            | Brasil | 2004        |
| Ferroviária        | Brasil | 2005        |
| União Mogi         | Brasil | 2006        |
| São José           | Brasil | 2007 - 2008 |
| Tupi               | Brasil | 2008        |
| Grêmio Barueri     | Brasil | 2009        |
| Ferroviária        | Brasil | 2009        |
| Sport Barueri      | Brasil | 2010        |
| Arapongas          | Brasil | 2011        |
| São José           | Brasil | 2011        |
| Grêmio Osasco      | Brasil | 2012        |
| Nacional           | Brasil | 2013        |
| Grêmio Barueri     | Brasil | 2013        |